# Каменка (Узловский район)
Каменка — село в Узловском районе Тульской области России.
В рамках административно-территориального устройства является центром Каменской сельской администрации Узловского района, в рамках организации местного самоуправления входит в Каменецкое сельское поселение.

## География
Расположено в 3 км к востоку от железнодорожной станции Узловая I (города Узловая).

## Население
| 2002 | 2010 |
| ---- | ---- |
| 779  | ↘445 |

Население — 445 чел. (2010).